# Flaga Brazylii

Sztandar prezydencki

Sztandar wiceprezydenta

Bandera marynarki wojennej

Flaga Brazylii – jeden z symboli Brazylii.

## Wygląd
Flaga Brazylii ma postać prostokąta, na którym, na zielonym tle, znajduje się duży żółty romb, a w nim niebieska kula z gwiazdami (m.in. z Krzyżem Południa), przecięta białym pasem z napisem Ordem e Progresso (port. „ład i postęp”). Na niebie flagi odwzorowano układ gwiazd widziany w Rio de Janeiro w dniu 15 listopada 1889, czyli dniu ogłoszenia kraju republiką. Proporcje wymiarów flagi to 7:10.

## Historia
Projekt flagi Republiki Brazylii został przyjęty 19 listopada 1889. Koncepcję flagi opracował Raimundo Teixeira Mendesa we współpracy z Miguelem Lemosem i Manuelem Pereirą Reisem. W ostatecznej formie wykonał ją Décio Vilares. Na obecnie używanej fladze jest kilka nieznacznych zmian w stosunku do oryginału. Ostatnie zmiany zostały zatwierdzone 11 maja 1992.
Wcześniejszy projekt flagi dla nowej republiki inspirowany był flagą Stanów Zjednoczonych. Ta wersja obowiązywała tylko cztery dni (między 15 a 19 listopada 1889).

Flaga Księstwa Brazylii 1645–1816
Flaga Zjednoczonego Królestwa Portugalii, Brazylii i Algarve 1816–1821
Flaga Królestwa Brazylii 1816–1821
Flaga z lat 1821–1822
Flaga Królestwa 1822
Flaga Cesarstwa 1822–1870
Flaga Cesarstwa 1870–1889
Tymczasowa flaga Brazylii z 1889
Flaga Brazylii 1889–1960
Flaga Brazylii 1960–1968
Flaga Brazylii 1968–1992
Flaga Brazylii od 1992

## Symbolika
Powszechnie uważa się, że barwy narodowe Brazylii – zieleń i żółć – symbolizują bogactwa kraju. Kolor zielony oznacza równikowe lasy Amazonii, żółty – złoto, które przyciągnęło tam europejskich kolonistów, a którego to Brazylia miała znaczne zasoby.
W rzeczywistości kolory te pochodzą z poprzedniej flagi Cesarstwa Brazylii i wywodzą się z barw rodu panującego. Kolor zielony był symbolem królewskiej rodziny Bragança i Piotra I, pierwszego cesarza Brazylii, a kolor żółty – rodziny Castela e Lorena – żony Piotra, Leopoldiny.
Na starej fladze cesarstwa widniał herb rodziny cesarskiej. Na sztandarze republiki został on zastąpiony niebieską kulą. Przedstawiony na niej układ gwiazd odzwierciedla niebo nad Rio de Janeiro rankiem 15 listopada 1889; w dniu, w którym Brazylia została ogłoszona republiką. Ukazany on jest spoza sfery niebieskiej (obraz jest lustrzanym odbiciem). Każda z 27 gwiazd reprezentuje jedną jednostkę podziału administracyjnego Brazylii (27 stanów oraz dystrykt federalny). Liczba gwiazd, początkowo 21, wzrastała wraz z wydzielaniem nowych regionów administracyjnych.
Gwiazda symbolizująca Dystrykt Federalny to sigma Octantis, która wskazuje biegun południowy nieba. Taki wybór był także symboliczny, gdyż gwiazda ta jest widoczna przez cały rok na obszarze całego kraju, a pozostałe gwiazdy na nieboskłonie (czyli stany Brazylii) wydają się obracać wokół niej.
Motto Ordem e Progresso („Ład i Postęp”) inspirowane było mottem pozytywizmu autorstwa Augusta Comte’a: L’amour pour principe et l’ordre pour base; le progrès pour but („Miłość jako zasada, porządek jako podstawa, a postęp jako cel”).

## Gwiazdy na fladze
| Na fladze Brazylii odwzorowane są następujące gwiazdozbiory (zobacz rysunek): 1. Mały Pies (Canis Minor), 2. Wielki Pies (Canis Major), 3. Kil (Carina), 4. Panna (Virgo), 5. Hydra (Hydra), 6. Krzyż Południa (Crux), 7. Oktant (Octans), 8. Trójkąt Południowy (Triangulum Australe), 9. Skorpion (Scorpius). |

Poszczególne gwiazdy symbolizują jednostki podziału administracyjnego kraju:
| Stan                | Gwiazda                        | Gwiazdozbiór       | Wielkość |
| ------------------- | ------------------------------ | ------------------ | -------- |
| Amazonas            | α Canis Minoris (Procjon)      | Mały Pies          | 1        |
| Mato Grosso         | α Canis Majoris (Syriusz)      | Wielki Pies        | 1        |
| Amapá               | β Canis Majoris (Mirzam)       | Wielki Pies        | 3        |
| Rondônia            | γ Canis Majoris (Muliphein)    | Wielki Pies        |          |
| Roraima             | δ Canis Majoris (Wezen)        | Wielki Pies        | 2        |
| Tocantins           | ε Canis Majoris (Adara)        | Wielki Pies        | 2        |
| Pará                | α Virginis (Spica)             | Panna              | 1        |
| Piauí               | α Scorpii (Antares)            | Skorpion           | 1        |
| Maranhão            | β Scorpii (Acrab)              | Skorpion           | 3        |
| Ceará               | ε Scorpii                      | Skorpion           | 2        |
| Alagoas             | θ Scorpii (Sargas)             | Skorpion           | 2        |
| Sergipe             | ι Scorpii                      | Skorpion           | 3        |
| Paraíba             | κ Scorpii                      | Skorpion           | 3        |
| Rio Grande do Norte | λ Scorpii (Shaula)             | Skorpion           | 2        |
| Pernambuco          | μ Scorpii                      | Skorpion           | 3        |
| Mato Grosso do Sul  | α Hydrae (Alphard)             | Hydra              | 2        |
| Acre                | γ Hydrae                       | Hydra              | 3        |
| São Paulo           | α Crucis (Acrux)               | Krzyż Południa     | 1        |
| Rio de Janeiro      | β Crucis (Mimosa)              | Krzyż Południa     | 2        |
| Bahia               | γ Crucis (Gacrux)              | Krzyż Południa     | 2        |
| Minas Gerais        | δ Crucis                       | Krzyż Południa     | 3        |
| Espírito Santo      | ε Crucis                       | Krzyż Południa     | 4        |
| Rio Grande do Sul   | α Trianguli Australis (Atria)  | Trójkąt Południowy | 2        |
| Santa Catarina      | β Trianguli Australis          | Trójkąt Południowy | 3        |
| Parana              | γ Trianguli Australis          | Trójkąt Południowy | 3        |
| Goiás               | α Carinae (Kanopus)            | Kil                |          |
| Distrito Federal    | σ Octantis (Polaris Australis) | Oktant             | 5        |